# Nicolas Cozza
Nicolas Cozza, né le 8 janvier 1999 à Ganges, dans l'Hérault, est un footballeur français. Il évolue actuellement au poste d'arrière gauche ou de défenseur central au FC Nantes, en prêt du VfL Wolfsburg.

## Biographie

### Jeunesse et formation
Né à Ganges dans Hérault, Nicolas Cozza commence le football au FC Pays Viganais Aigoual puis joue à l'US Basses Cévennes Ganges. Il rejoint ensuite le club de Montpellier en 2010, à l'âge de onze ans. Avec le club héraultais, il gagne la  Coupe Gambardella 2017 puis il signe son premier contrat professionnel le 14 juin 2017. Son grand père, Jean-Louis Besson, était le premier capitaine de l'histoire de Montpellier, en 1974.

### Montpellier HSC (2017-2023)

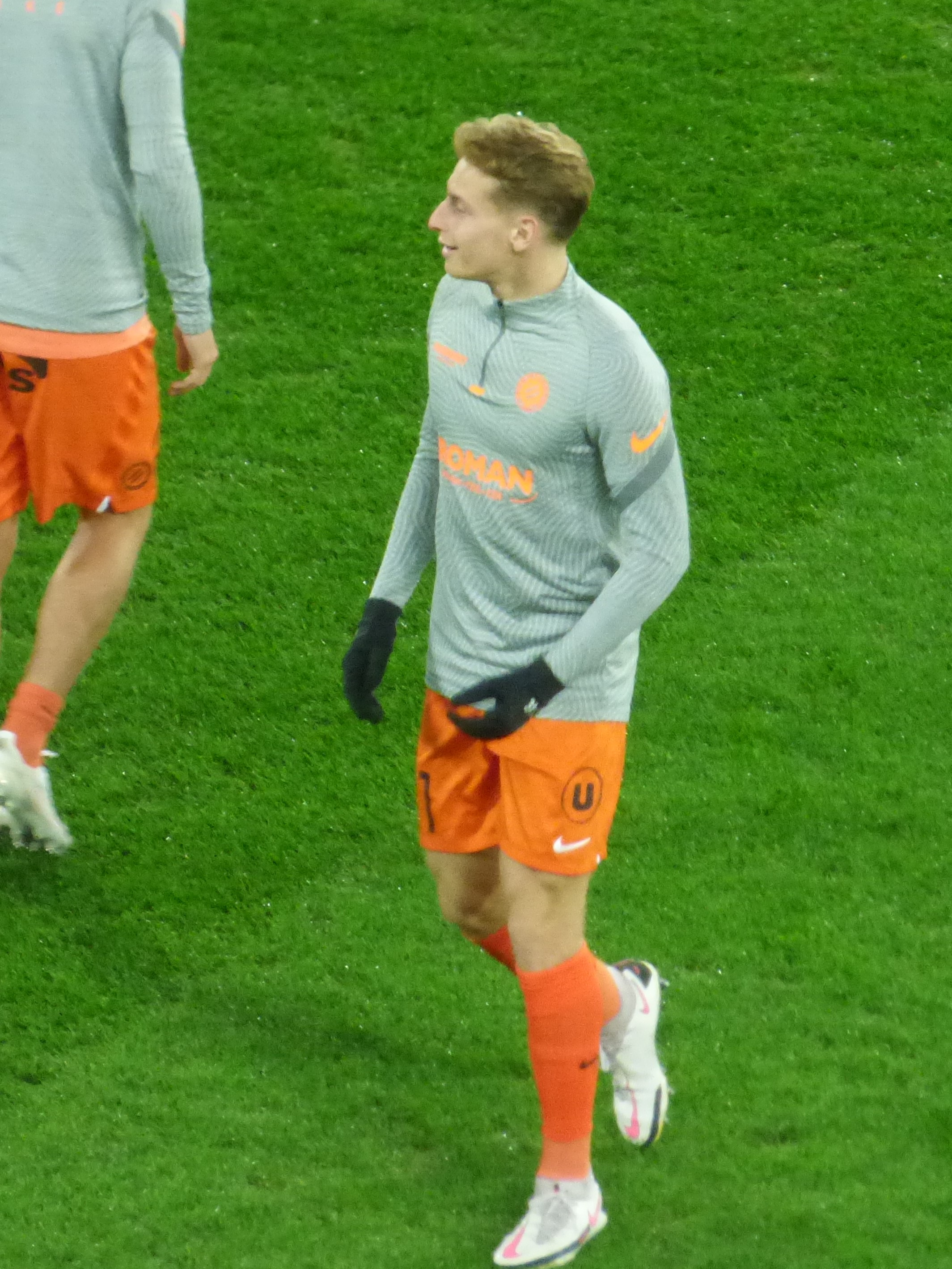
Nicolas Cozza avec le MHSC en 2020

Nicolas Cozza fait ses débuts professionnels en Ligue 1, le 19 novembre 2017, lors d'un match nul (0-0) contre l'Olympique lyonnais. Il inscrit son premier but lors de la 37e journée de Ligue 1, en fin de saison 2017-2018, le 12 mai 2018 à la 58e minute de jeu face à L'ES Troyes AC qui finira relégué en Ligue 2.
Les saisons suivantes, il joue quelques matchs par an, en championnat et en coupes, puis commence à gagner du temps de jeu à partir de la saison 2020-2021. Alternant les matchs aux postes d'arrière gauche et de défenseur central, il s'imposera petit à petit comme un titulaire en défense centrale,.
Il s'impose dans la défense montpelliéraine en début de saison 2021-2022 et réalise une saison pleine avec 34 matchs joués en championnat pour deux buts et deux passes décisives. Il commence la saison suivante en étant également titulaire et marque dès la quatrième journée dans une large victoire 7 à 0 face à Brest.

### VfL Wolfsburg (depuis 2023)
Le 24 janvier 2023, à six mois de la fin de son contrat avec le Montpellier HSC, il s'engage avec le club allemand du VfL Wolfsburg. En Allemagne, il ne parvient pas à faire sa place dans le onze de Niko Kovac, ne participant qu'à 5 rencontres de Bundesliga sur la deuxième partie de saison 2022-2023, cumulant moins de 100 minutes de jeu.
Sa situation ne s'améliore guère lors de l'exercice 2023-2024, après 18 journées, il ne comptabilise que 6 rencontres à son actif, pour 3 titularisations, en championnat.

#### Prêts au FC Nantes (2024-)
Il rebondit au FC Nantes qui, lors du mercato hivernal, s'est séparé de deux de ses arrières gauches, Quentin Merlin et Jaouen Hadjam. Il renforce le club jusqu'au terme de la saison, en prêt sans option d'achat. Il retrouve une place de titulaire en Loire-Atlantique, disputant 13 rencontres de Ligue 1, titularisé à 10 reprises.
Le 28 août 2024, le club nantais officialise son retour, de nouveau en prêt, pour la saison 2024-2025.

### Carrière internationale
Nicolas Cozza a été international français dans toutes les catégories de jeunes à partir des moins de 18 ans. Il joue son premier match en équipe de France des moins de 18 ans le 21 avril 2017 contre le Portugal, lors d'un match amical perdu 3 à 0. Il comptabilise deux sélections dont deux titularisations en U18.
La même année, il est sélectionné en équipe de France des moins de 19 ans avec laquelle il joue au total 12 matchs et marque un but lors d'un match amical contre l'Écosse qui offre la victoire à son pays (0-1).
Avec l'équipe de France des moins de 20 ans, il compte cinq sélections. Avec celle-ci il participe notamment à la Coupe du monde des moins de 20 ans 2019. Il joue deux matchs de poule contre l'Arabie saoudite, puis le Mali, en étant titulaire à chaque fois.
En septembre 2019, il est appelé pour la première fois en équipe de France espoirs, par Sylvain Ripoll. Le 5 septembre 2019, il connaît sa première sélection avec les Bleuets, lors d'un match amical face à l'Albanie. Il est titulaire au poste d'arrière gauche, joue 65 minutes et la France s'impose 4 à 0,. Il participe ensuite aux qualifications pour l'Euro espoirs au bout desquelles la France se qualifie. Il n'est pas sélectionné pour participer à l'Euro en début d'année 2021. Cependant, avec le forfait d'Adrien Truffert, il est appelé pour le quart de finale face aux Pays-Bas mais n'entre pas en jeu et la France est éliminée.

## Vie privée
Nicolas Cozza est le petit-fils de Jean-Louis Besson, ancien défenseur et premier capitaine du Montpellier Littoral Sport Club à sa création, en 1974 (ancienne appellation du MHSC).
Il est d'origine italienne du côté de son père, plus précisément de Calabre (Cozza étant un patronyme italien).

## Statistiques
Le tableau suivant récapitule les statistiques de Nicolas Cozza durant sa carrière professionnelle en club.
| Saison                | Club                  | Championnat           | Championnat | Championnat | Championnat | Coupe nationale | Coupe nationale | Coupe nationale | Coupe de la Ligue | Coupe de la Ligue | Coupe de la Ligue | Total | Total | Total |
| Saison                | Club                  | Division              | M.          | B.          | P.d.        | M.              | B.              | P.d.            | M.                | B.                | P.d.              | M.    | B.    | P.d.  |
| 2017-2018             | Montpellier HSC       | Ligue 1               | 9           | 1           | 1           | 1               | 0               | 0               | 2                 | 0                 | 1                 | 12    | 1     | 2     |
| 2018-2019             | Montpellier HSC       | Ligue 1               | 12          | 0           | 1           | 1               | 0               | 0               | 1                 | 0                 | 0                 | 14    | 0     | 1     |
| 2019-2020             | Montpellier HSC       | Ligue 1               | 7           | 0           | 0           | -               | -               | 0               | 1                 | 0                 | 0                 | 8     | 0     | 0     |
| 2020-2021             | Montpellier HSC       | Ligue 1               | 20          | 0           | 0           | 3               | 0               | 0               | -                 | -                 | -                 | 23    | 0     | 0     |
| 2021-2022             | Montpellier HSC       | Ligue 1               | 34          | 2           | 2           | 3               | 0               | 0               | -                 | -                 | -                 | 37    | 2     | 2     |
| 2022-2023             | Montpellier HSC       | Ligue 1               | 17          | 2           | 1           | 1               | 0               | 0               | -                 | -                 | -                 | 18    | 2     | 1     |
| Sous-total            | Sous-total            | Sous-total            | 99          | 5           | 5           | 9               | 0               | 0               | 4                 | 0                 | 1                 | 112   | 5     | 6     |
| 2022-2023             | VfL Wolfsburg         | Bundesliga            | 5           | 0           | 0           | 1               | 0               | 0               | -                 | -                 | -                 | 6     | 0     | 0     |
| 2023-2024             | VfL Wolfsburg         | Bundesliga            | 6           | 0           | 0           | 1               | 0               | 0               | -                 | -                 | -                 | 7     | 0     | 0     |
| Sous-total            | Sous-total            | Sous-total            | 11          | 0           | 0           | 2               | 0               | 0               | -                 | -                 | -                 | 13    | 0     | 0     |
| 2023-2024             | FC Nantes (prêt)      | Ligue 1               | 13          | 0           | 0           | -               | -               | -               | -                 | -                 | -                 | 13    | 0     | 0     |
| 2024-2025             | FC Nantes (prêt)      | Ligue 1               | 27          | 1           | 1           | 2               | 0               | 0               | -                 | -                 | -                 | 29    | 1     | 1     |
| Sous-total            | Sous-total            | Sous-total            | 40          | 1           | 1           | 2               | 0               | 0               | -                 | -                 | -                 | 42    | 1     | 1     |
| Total sur la carrière | Total sur la carrière | Total sur la carrière | 150         | 6           | 6           | 13              | 0               | 0               | 4                 | 0                 | 1                 | 167   | 6     | 7     |

## Palmarès
Montpellier HSC
- Vainqueur de la Coupe Gambardella en 2017